# Фърндейл (град, Калифорния)
Фърндейл (на английски: Ferndale) е град в окръг Хъмбоулт, щата Калифорния, САЩ. Фърндейл е с население от 1373 жители (по приблизителна оценка от 2017 г.) и обща площ от 2,7 km². Намира се на 17 m надморска височина. ЗИП кодовете му са 95536, а телефонният му код е 707.